# Ulrik Yttergård Jenssen
Ulrik Yttergård Jenssen (Tromsø, 17 juli 1996) is een Noorse profvoetballer die bij voorkeur als verdediger speelt. Hij tekende in juli 2021 een contract tot medio 2024 bij Willem II, dat hem transfervrij overnam van FC Nordsjælland.

## Familie
Jenssen, geboren in Tromsø, is de zoon van voormalig Tromsø en Sogndal-manager Truls Jenssen. Zijn oudere broer is de voetballer Ruben Yttergård Jenssen.